# Гриб-зонтик сосцевидный
Гриб-зо́нтик сосцеви́дный (лат. Macrolepiota mastoidea) — съедобный гриб семейства Шампиньоновые.

## Описание
Шляпка диаметром 7—12 см, тонкомясистая, вначале колокольчатая, затем от ширококонической до полураспростёртой, зонтиковидной, в центре — крупный, хорошо выраженный заострённый бугорок. Край тонкий, подвёрнутый, позже часто волнистый. Кожица беловатая, в центре более тёмная, с возрастом растрескивается и образует светло-коричневые чешуйки, покрыта зерновидными хлопьями светло-охристого цвета, более редкими к краю.
Мякоть шляпки плотная и мягкая, чисто-белая, на срезе не изменяется, с приятным запахом и мягким ореховым вкусом.
Ножка высотой 7—16 см, диаметром 0,3—0,6 см, очень стройная, с небольшим клубневидным утолщением в основании, иногда слабо изогнутая, полая. Поверхность ножки коричневато-белая, покрыта мелкими желтоватыми или коричневатыми чешуйками.
Пластинки свободные, белые, затем становятся кремовые, густые, очень мягкие, с ровным краем.
Остатки покрывала: кольцо на ножке расположено сначала высоко, простое, сверху беловатое, снизу светло-коричневое, широкое, слегка бахромчатое, подвижное; вольва отсутствует.
Споровый порошок белый.
Микроскопические признаки
Споры бесцветные, гладкие, эллипсоидные, 12—16×8—9,5 мкм, псевдоамилоидные, метахроматичные, с порой прорастания, содержат одну или несколько флуоресцирующих капель.
Трама пластинок правильная.
Базидии булавовидные, четырёхспоровые, 35—40×8—10 мкм, стеригмы длиной 3,5—4 мкм.
Хейлоцистиды бутыльчатые или веретеновидные, тонкостенные, бесцветные, 30—40×12—15 мкм.
Цветовые химические реакции:
реакция пластинок с α-нафтолом — отрицательная; мякоти с анилином — отрицательная; с феноланилином мякоть даёт пурпурно-красную, затем коричневую окраску, с лактофенолом — коричневую.

## Экологияи распространение
Растёт на почве на лесных полянах, опушках, лугах и других открытых травянистых местах, чаще в дубовых, буковых и сосновых лесах. Вырастает отдельными экземплярами или группами. Распространён в Европе от Британских островов до России (кроме Франции и Скандинавского полуострова), в Закавказье (Армения), в Азии (Восточная Сибирь, Приморский край), Северной Америке (США, Мексика), Южной Америке (Бразилия), Австралии и Северной Африке (Алжир, Марокко).
Сезон: август — октябрь.

## Сходные виды
Съедобные:
- Гриб-зонтик пёстрый (Macrolepiota procera) значительно больше размерами.
- Гриб-зонтик белый (Macrolepiota excoriata) с более мясистой шляпкой и низким бугорком.
- Гриб-зонтик Конрада (Macrolepiota konradii) с беловатой или коричневой кожицей, которая не покрывает полностью шляпку и звездообразно растрескивается.
- Гриб-зонтик изящный (Macrolepiota gracilenta) надёжно отличается только по микроскопическим признакам.